# Anthurium atamainii
Anthurium atamainii Croat, 2005 è una pianta della famiglia delle Aracee, endemica del Perù.